# Svetlana Antić
Svetlana Antić (* 13. November 1964 in Titograd, SFR Jugoslawien als Svetlana Mugoša) ist eine ehemalige montenegrinisch-österreichische Handballspielerin, die sowohl für die jugoslawische Nationalmannschaft als auch für die österreichische Nationalmannschaft auflief.

## Karriere
Antić lief zwischen 1979 und 1989 für den Verein ŽRK Budućnost Titograd auf. Mit Budućnost Titograd stieg sie im Jahr 1981 in die höchste jugoslawische Spielklasse auf. Im Jahr 1984 gewann sie mit Budućnost Titograd das Finale des jugoslawischen Pokals mit 24:21 gegen ŽRK Olimpija Ljubljana. Hierdurch qualifizierte sich die Mannschaft für die Saison 1984/85 mit dem Europapokal der Pokalsieger erstmals für einen europäischen Pokalwettbewerb, in dem sich Budućnost Titograd im Finale erfolgreich gegen die tschechoslowakische Mannschaft von Družstevník Topoľníky durchsetzen konnte. Ebenfalls in der Spielzeit 1984/85 errang Budućnost Titograd die jugoslawische Meisterschaft. Zwei Jahre später gewann die Kreisläuferin mit dem IHF-Pokal einen weiteren Titel. Nachdem Antić im Jahr 1989 die jugoslawische Meisterschaft und den jugoslawischen Pokal gewonnen hatte, schloss sie sich dem ORK Belgrad an.
Antić lief ab dem Jahr 1990 für den österreichischen Erstligisten Hypo Niederösterreich auf, mit dem sie 1991 und 1992 das nationale Double sowie 1992 den Europapokal der Landesmeister gewann. Zwischen 1992 und 1994 gehörte sie dem Kader des französischen Erstligisten USM Gagny an, mit dem sie 1993 den französischen Pokal gewann. Nach einer einjährigen Pause schloss sie sich dem CS Noisy-le-Grand an und wechselte im Jahr 1996 zum AS Bondy. Ab dem Jahr 2000 stand sie beim französischen Erstligisten Entente Sportive Bisontine Féminin unter Vertrag. Mit Entente Sportive Bisontine Féminin gewann sie 2001 und 2003 die französische Meisterschaft sowie 2001, 2002 und 2003 den französischen Pokal. Zum Abschluss ihrer Karriere errang sie im Jahr 2003 nochmals den Europapokal der Pokalsieger.
Antić gewann mit der jugoslawischen Nationalmannschaft die Goldmedaille bei den Olympischen Spielen in Los Angeles sowie die Silbermedaille bei der Weltmeisterschaft 1990. Weiterhin nahm sie an den Olympischen Spielen 1988 in Seoul teil, die Jugoslawien auf dem vierten Platz abschloss. Später gehörte Antić dem Kader der österreichischen Nationalmannschaft an, mit der Weltmeisterschaft 1999 die Bronzemedaille gewann. Darüber hinaus nahm sie mit Österreich im Jahr 2000 ein drittes Mal an den Olympischen Spielen teil.

## Sonstiges
Ihre Schwester Ljiljana Vučević spielte ebenfalls Handball.